# FC Haarlem in het seizoen 1983/84
Het seizoen 1983/1984 was het 30e jaar in het bestaan van de Haarlemse betaaldvoetbalclub FC Haarlem. De club kwam uit in de Eredivisie en eindigde daarin op de vierde plaats. Tevens deed de club mee aan het toernooi om de KNVB Beker, hierin werd in de halve finale verloren van Feyenoord (2–5).

## Wedstrijdstatistieken

### Eredivisie
|       | Ajax  | AZ '67 | FC Den Bosch '67 | DS '79 | Excelsior | Feyenoord | Fortuna Sittard | Go Ahead Eagles | FC Groningen | Helmond Sport | PEC Zwolle '82 | PSV   | Roda JC | Sparta Rotterdam | FC Utrecht | FC Volendam | Willem II |
| ----- | ----- | ------ | ---------------- | ------ | --------- | --------- | --------------- | --------------- | ------------ | ------------- | -------------- | ----- | ------- | ---------------- | ---------- | ----------- | --------- |
| Thuis | 3 – 3 | 2 – 2  | 1 – 1            | 2 – 2  | 2 – 2     | 0 – 1     | 1 – 0           | 3 – 1           | 2 – 1        | 3 – 0         | 2 – 1          | 0 – 0 | 0 – 0   | 2 – 2            | 5 – 1      | 1 – 1       | 2 – 0     |
| Uit   | 0 – 3 | 3 – 3  | 0 – 2            | 0 – 4  | 0 – 0     | 7 – 2     | 2 – 0           | 1 – 3           | 1 – 2        | 0 – 0         | 3 – 0          | 6 – 0 | 0 – 1   | 3 – 4            | 2 – 1      | 1 – 0       | 2 – 2     |

### KNVB Beker
| 1e ronde                                           | Helmond Sport                                                    | 0 – 0                              | FC Haarlem                                                                                        |
| 8 oktober 1983 Plaats: Helmond De Braak            |                                                                  |                                    |                                                                                                   |
| 1e ronde (replay)                                  | FC Haarlem                                                       | 2 – 1 (0 – 0, 1 – 1) Na verlenging | Helmond Sport                                                                                     |
| 26 oktober 1983 Plaats: Haarlem Jan Gijzenkade     | Chris Verkaik 76' Piet Keur 103'                                 |                                    | 49' Rob Hutting                                                                                   |
| 2e ronde                                           | MVV                                                              | 2 – 6 (1 – 2)                      | FC Haarlem                                                                                        |
| 12 november 1983 Plaats: Maastricht De Geusselt    | Jean Maas 6' Marcel Adam 72'                                     |                                    | 9', 29' Wim Balm 61' Piet Keur 69' Bert van der Kuijl 77' Keith Masefield 83' Peter van der Waart |
| 3e ronde                                           | De Graafschap                                                    | 0 – 1 (0 – 0)                      | FC Haarlem                                                                                        |
| 11 januari 1984 Plaats: Doetinchem De Vijverberg   |                                                                  |                                    | 68' Gerrie Kleton                                                                                 |
| Kwartfinale                                        | FC Haarlem                                                       | 4 – 1 (3 – 1)                      | PSV                                                                                               |
| 3 maart 1984 Plaats: Haarlem Jan Gijzenkade        | Frank van Leen 6' Wim Balm 14' Joop Böckling 44' Luc Nijholt 89' |                                    | 29' Erik-Jan van den Boogaard                                                                     |
| Halve finale                                       | Feyenoord                                                        | 1 – 1 (0 – 0)                      | FC Haarlem                                                                                        |
| 28 maart 1984 Plaats: Rotterdam Stadion Feijenoord | Ruud Gullit 53'                                                  |                                    | 63' (pen.) Wim Balm                                                                               |
| Halve finale (replay)                              | FC Haarlem                                                       | 1 – 4 (0 – 2)                      | Feyenoord                                                                                         |
| 10 april 1984 Plaats: Haarlem Jan Gijzenkade       | Piet Keur 64'                                                    |                                    | 2', 57' Ruud Gullit 40' Henk Duut 86' Willy Carbo                                                 |

## Statistieken FC Haarlem 1983/1984

### Eindstand FC Haarlem in de Nederlandse Eredivisie 1983 / 1984
| Stand | Gespeeld | Gewonnen | Gelijk | Verloren | Punten | Doelpunten voor | Doelpunten tegen |
| ----- | -------- | -------- | ------ | -------- | ------ | --------------- | ---------------- |
| 4e    | 34       | 14       | 13     | 7        | 41     | 59              | 50               |

### Topscorers
| #      | Naam                  | Goal |
| ------ | --------------------- | ---- |
| 1.     | Joop Böckling         | 13   |
| 2.     | Piet Keur             | 11   |
| 3.     | Wim Balm              | 10   |
| 4.     | Peter van der Waart   | 7    |
| 5.     | Bert van der Kuijl    | 3    |
| 5.     | Luc Nijholt           | 3    |
| 7.     | Piet Huyg             | 2    |
| 7.     | Gerrie Kleton         | 2    |
| 7.     | Andreas van der Veldt | 2    |
| 7.     | John Verschoor        | 2    |
| 11.    | Edwin van Hameren     | 1    |
| 11.    | Frank van Leen        | 1    |
| 11.    | Alwin Leysner         | 1    |
| 11.    | Chris Verkaik         | 1    |
| Totaal | Totaal                | 59   |

| #      | Naam                | Goal |
| ------ | ------------------- | ---- |
| 1.     | Wim Balm            | 4    |
| 2.     | Piet Keur           | 3    |
| 3.     | Joop Böckling       | 1    |
| 3.     | Gerrie Kleton       | 1    |
| 3.     | Bert van der Kuijl  | 1    |
| 3.     | Frank van Leen      | 1    |
| 3.     | Keith Masefield     | 1    |
| 3.     | Luc Nijholt         | 1    |
| 3.     | Chris Verkaik       | 1    |
| 3.     | Peter van der Waart | 1    |
| Totaal | Totaal              | 15   |

## Voetnoten
Ajax ·
AZ '67 ·
FC Den Bosch '67 ·
DS '79 ·
Excelsior ·
Feyenoord ·
Fortuna Sittard ·
Go Ahead Eagles ·
FC Groningen ·
Haarlem ·
Helmond Sport ·
PEC Zwolle '82 ·
PSV ·
Roda JC ·
Sparta Rotterdam ·
FC Utrecht ·
FC Volendam ·
Willem II